# Ewa Łokuciejewska
Ewa Renata Łokuciejewska (ur. 4 marca 1966 we Wrocławiu) – polska pisarka, poetka, malarka i nauczycielka.

## Życiorys
Z wykształcenia jest polonistką i informatyczką, z zamiłowania malarką i pisarką od wielu lat związaną z Cieszynem. Uczy języka polskiego i informatyki w cieszyńskich technikach i liceach, najmocniej jest związana z Zespołem Szkół Ekonomiczno-Gastronomicznych im. Macierzy Ziemi Cieszyńskiej w Cieszynie. Jest autorką powieści obyczajowych, psychologicznych i dla dzieci.

## Twórczość literacka

### Publikacje własne
Napisała opowiadania zebrane w tomie Opowieści z kuchni. Osobiste przeżycia stały się kanwą trylogii powieściowej poświęconej depresji, której dwie części ukazały się drukiem: Anhedonia. Studium depresji oraz Prawdziwy koszmar.

### Publikacje (redagowane)
- Uczta stulecia, red. Ewa Łokuciejewska, Zespół Szkół Ekonomiczno-Gastronomicznych im. Macierzy Ziemi Cieszyńskiej w Cieszynie, wyd. Zespół Szkół Ekonomiczno-Gastronomicznych im. Macierzy Ziemi Cieszyńskiej, ISBN 978-83-910401-6-4.

### Antologie wierszy
Jej wiersze zamieszczone zostały w antologiach Cieszyńskiej Grupy Literackiej „Nawias” oraz Cieszyńskiej Studni Literackiej, której jest wiceprzewodniczącą, współzałożycielką, a także autorką loga grupy. Regularnie uczestniczy w spotkaniach autorskich i wieczorkach literackich. Jej wiersze zamieszczono w następujących publikacjach:
- A w Cieszynie... Zbiór wierszy, red. Elżbieta Holeksa-Malinowska, Stanisław Malinowski, wyd. 1, 2021, ISBN 978-83-953115-4-3;
- Ze studni, red. Beata Kalińska, Ewa Łokuciejewska, wyd. Biblioteka Miejska w Cieszynie 2017, ISBN 978-83-930493-2-5;
- Poezja z wieżą w tle, red., skład i oprawa graficzna, projekt okładki Ewa Łokuciejewska, ZNP Oddział w Cieszynie, ISBN 83-88415-97-2;
- Poezja z wieżą w tle, red. Beata Kalińska, Jadwiga Lincer, skład i oprawa graficzna Małgorzata Szklorz, projekt okładki Ewa Łokuciejewska, ZNP Oddział w Cieszynie, ISBN 83-923273-0-6.

## Twórczość malarska i graficzna
Jako graficzka opracowywała księgi pamiątkowe, biuletyny, broszury dla ZSEG im. Macierzy Ziemi Cieszyńskiej oraz  LO nr 3 im. W. Szybińskiego w Cieszynie. Jest autorką projektu sztandaru dla Zespołu Szkół Budowlanych im. gen. Stefana Grota-Roweckiego w Cieszynie, okładek książek Uczta stulecia, Anhedonia. Studium depresji, antologii wierszy Poezja z wieżą w tle. W Cieszyńskim Domu Narodowym zorganizowano wystawę pt. Anioły i demony, na której pokazano jej prace z zakresu grafiki komputerowej.
Prace malarskie Ewy Łokuciejewskiej można oglądać stale w Galerii 13 w Cieszynie. Są to przeważnie widoki Cieszyna. Wystawy jej prac malarskich zorganizowano w siedzibie Macierzy Ziemi Cieszyńskiej w Cieszynie, w Cieszyńskim Ośrodku Kultury (Domu Narodowym), w Klubie Literackim Nadolzie. Te ostatnie były połączone z wieczorem autorskim i promocją książki Prawdziwy koszmar. Kilkakrotnie miała wystawy i spotkania w Bibliotece Miejskiej w Cieszynie.